# Горелово (Чеховский район)
Горелово — деревня в Чеховском районе Московской области, в составе муниципального образования сельское поселение Стремиловское (до 28 февраля 2005 года входила в состав Стремиловского сельского округа).

## Население
| 2002 | 2006 | 2010 |
| ---- | ---- | ---- |
| 14   | ↘9   | ↘3   |

## География
Горелово расположено примерно в 14 км на юго-запад от Чехова, у истоков реки Никажель (правый приток Лопасни), высота центра деревни над уровнем моря — 187 м.